# Thomas Hungerford
Pour les articles homonymes, voir Hungerford.

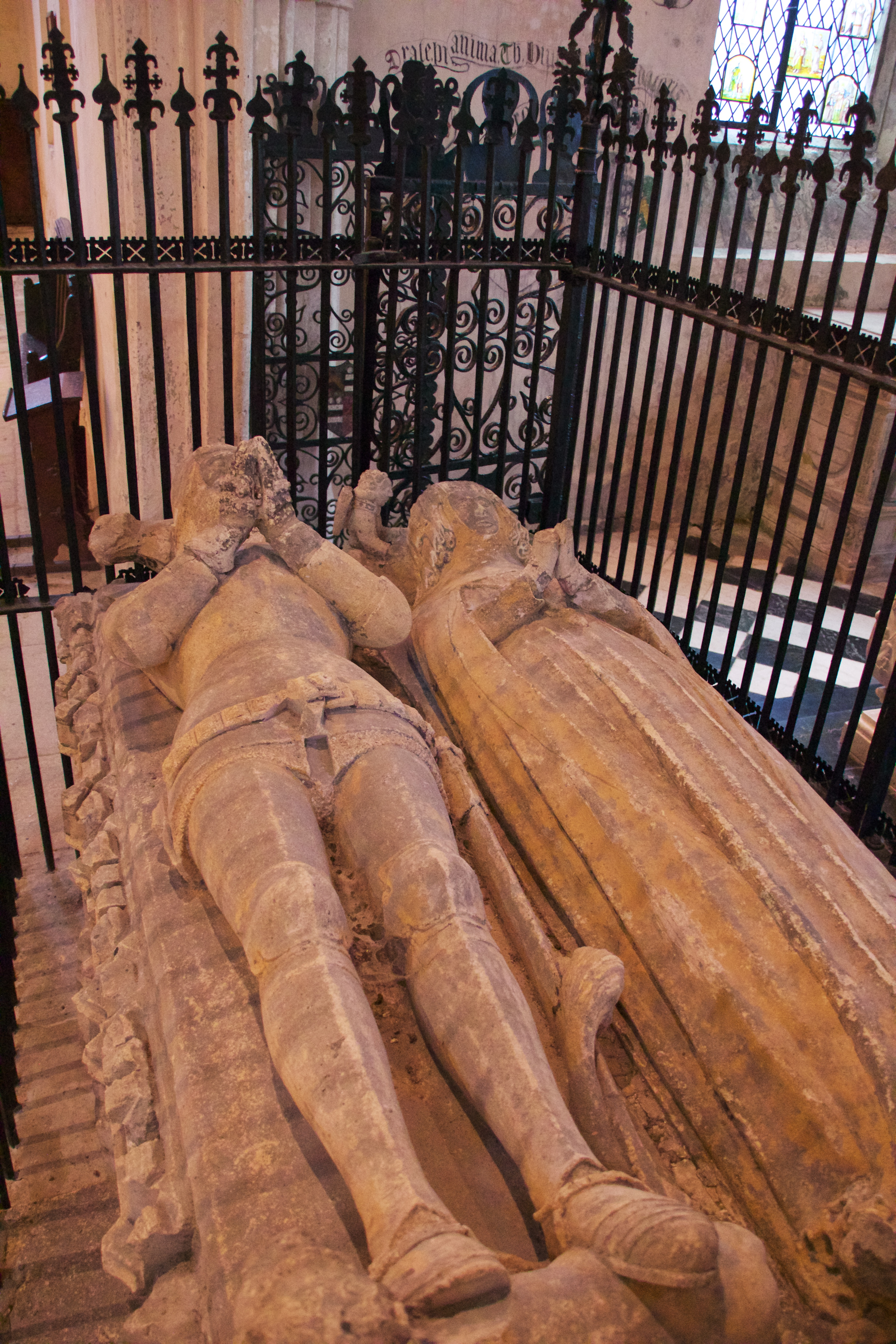
Effigies de Sir Thomas Hungerford et de sa seconde épouse Joan dans la chapelle du château de Farleigh-Hungerford.

Sir Thomas Hungerford, né probablement dans les années 1320 et mort le 3 décembre 1397, est un parlementaire anglais. Il est le premier à porter formellement le titre de Speaker (président) de la Chambre des communes, bien que le premier à présider un parlement d'Angleterre ait été Peter de Montfort en 1258.

## Biographie
Son père Walter et son oncle Sir Robert avaient été des figures importantes des parlements des années 1320 et 1330. Héritier des deux hommes à leur mort, Thomas n'en obtient qu'un très modeste héritage. Il obtient des terres par son mariage à Eleanor Strug vers 1350, et en achète d'autres, s'établissant dans un manoir du Somerset. Il bâtit peu à peu un patrimoine important, se mettant au service de divers hommes puissants en tant qu'administrateur de leurs terres. De 1355 à 1360, il est shérif de son comté natal du Wiltshire. En 1372, il est nommé principal intendant des terres de Jean de Gand, duc de Lancastre, devenant un protégé de ce dernier. Début 1375, il est fait chevalier, peu avant d'accompagner Jean de Gand en Flandres pour la négotiation d'un traité de paix entre l'Angleterre et la France.
En 1357 il est élu pour la première fois député (knight of the shire) pour le Wiltshire à la Chambre des communes, bien que n'étant pas chevalier. Il y sera réélu en 1360, 1362, 1377, 1379, janvier puis novembre 1380, 1383, 1384, 1386, et 1390. En janvier 1377, avec l'appui de Jean de Gand, il est élu Speaker de la Chambre des communes. Son protecteur entend utiliser la Chambre pour défaire des lois adoptées par le parlement précédent et qui lui avaient porté préjudice. Il en résulte le « Mauvais Parlement » de 1377 qui, présidé par Sir Thomas, invalide les mesures prises contre la corruption du Conseil privé. Il ne préside la Chambre que de janvier à mars, Sir Peter de la Mare lui succédant lorsque l'assemblée siège à nouveau en octobre. 

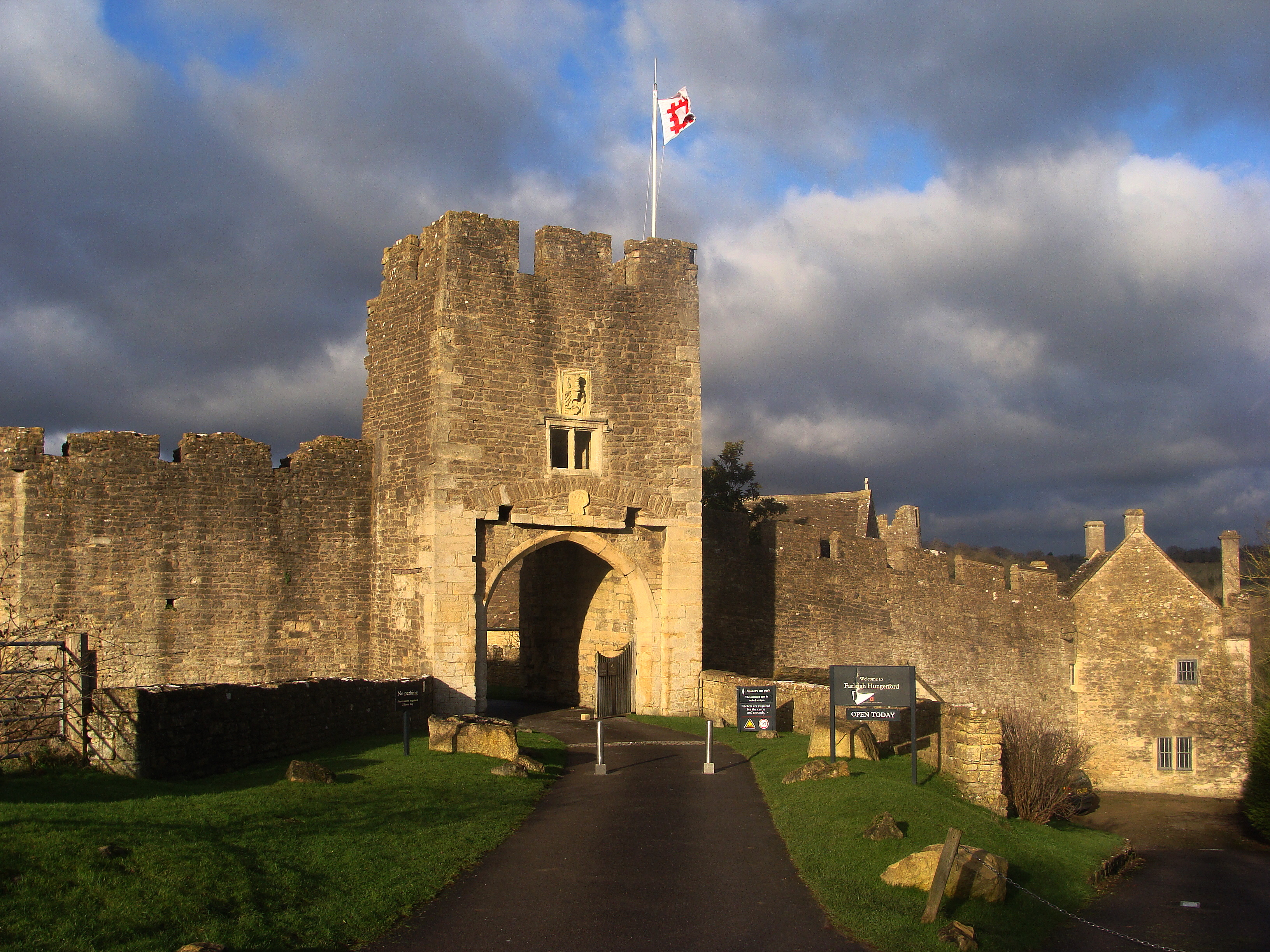
Le château de Farleigh-Hungerford.

En novembre 1381, il fait face au Parlement à une accusation d'abus de pouvoir, la veuve de Lord Burghersh affirmant qu'il a illégalement pris possession de son manoir de Farleigh. Il est interrogé par les députés, mais conserve sa propriété du manoir en question, et le transforme en château de Farleigh-Hungerford. Il semble avoir fait profil bas lors des crises qui opposent des membres de la noblesse (les Lords Appellant) au roi Richard II de 1386 à 1388, mais avoir été plutôt proche des premiers. Il n'est pas membre du « Parlement impitoyable » de 1388 qui fait exécuter de nombreux proches du roi. Mort à un âge avancé en 1397, et inhumé dans la chapelle de son château, il lègue son héritage à son fils Walter, qui deviendra trésorier d'Angleterre et sera anobli en 1426, devenant Lord Hungerford.